# London GAA
Il London County Board o London GAA, nome con cui si identificano anche le sue squadre di calcio gaelico e hurling, è uno dei county board al di fuori dell'Irlanda, responsabile dell'organizzazione dei match con altre contee delle franchigie prima menzionate e della promozione degli sport gaelici nella sua area di competenza.

## Storia
Quando tra la fine dell'Ottocento e gli inizi del 900 si scontravano per i titoli All-Ireland le vincitrici dei titoli irlandesi e britannico, Londra partecipò a cinque finali di calcio gaelico (che perse sempre) e tre di hurling, di cui ne vinse una nel 1901 contro Cork. Da quando la formula fu eliminata nel 1908, Londra non ha preso più parte ad alcuna finale. I suoi giocatori più recenti sono per lo più immigrati o discendenti di immigrati da Cork.

## Calcio gaelico
Inserita, nel Connacht Senior Football Championship dal 1975, Londra ha vinto solo una partita nella storia, contro Leitrim, nel 1977, andando solo di rado vicina a vincere altri match. Nonostante questo gode di un ottimo prestigio a livello giovanile, avendo conquistato 6 titoli All-Ireland.

### Titoli vinti
- All-Ireland Junior Football Championships: 6
  - 1938, 1966, 1969, 1970, 1971, 1986
- McGrath Cups: 1
  - 1988

## Hurling
Oltre al titolo All-Ireland del 1901, la squadra di hurling vanta una buona fama, a differenza degli scherniti compagni del calcio gaelico, tanto che è inserita nella division2 della National Hurling League, fatto che attesta la sua superiorità a circa la metà delle contee irlandesi.

### Titoli
- All-Ireland Senior Hurling Championships: 1
  - 1901
- All-Ireland Senior B Hurling Championships: 3
  - 1987, 1990, 1995
- All-Ireland Junior Hurling Championships: 5
  - 1963
- Nicky Rackard Cups: 1
  - 2005
- Kehoe Cups: 2
  - 1987, 1988